# Vasticardium fultoni
Vasticardium fultoni is een tweekleppigensoort uit de familie van de Cardiidae. De wetenschappelijke naam van de soort is voor het eerst geldig gepubliceerd in 1916 door G.B. Sowerby III.